# Energhetic Dubosary
Energhetic Dubosary (rum. Fotbal Club Energhetic Dubăsari) – mołdawski klub piłkarski z siedzibą w Dubosarach.

## Historia
Klub został założony w 1996.
W sezonie 1997/1998 klub debiutował w Divizia A, w której zajął 3. miejsce, ale w barażach nie wywalczył awans do pierwszej ligi. W następnym sezonie ponownie zajął 3. miejsce, które tym razem premiowało awansem do Divizia Națională. W sezonie 1999/00 klub startował w najwyższej lidze, ale zajął ostatnie 10. miejsce i spadł z powrotem do Divizia A, w której występował do 2007. Po zakończeniu sezonu 2006/07 zajął 11. miejsce, ale przed startem nowego sezonu wycofał się z rozgrywek i został rozwiązany.

## Sukcesy
- 10. miejsce w Divizia Națională: 1999/00
- 3. miejsce Divizia A: 1997/1998, 1998/1999
- 1/8 finału Pucharu Mołdawii: 1997/1998, 1999/00, 2000/01